# Ювараджа I
Ювараджа I (д/н — 945) — 4-й магараджа держави Чеді й Дагали у 915—945 роках.

## Життєпис
Походив з раджпутського клану Калачура. Другий син магараджи Шанкарагани II. Посів трон 915 року після смерті старшого брата Балахарши. Продовжив політику союз з Раштракутами. Допомагав останнім утримати Каннаудж у протистоянні з Магіпалою I, магараджахіраджею Пратіхарів. Одружився на Ногалі з династії західних Чалук'їв.
У 916—918 роках здійснив декілька військових походів проти кашмірського магараджи Партхи з династії Утпала. З 925 року спільно з Яшоварманом, магараджею Чандела, воював проти імперії Пала. Для зміцнення союзу з Раштракутами видав заміж за магараджахіраджу Амогаваршу III свою доньку Кундакадеві. За цим виступив проти держави Калінга (тут панувала династія Ранніх Східних Гангів), але через саботаж Яшовармана, що не бажав надмірного посилення Калачура, похід не вдався.
939 року спільно з Крішною III з Раштракутів завдав рішучої поразки Магіпалі I Пратіхара.
940 року вступив у конфлікт з Крішною III, що намагався підкорити Калачура, проте Ювараджа I завдав тому тяжкої поразки, яку уславив поет Раджашекхара у поемі «Віддхашалабханджіка» («Пронизана статуя»).
Помер 945 року. Йому спадкував син Лакшманараджа II.

## Культурна політика
Після поразок й початку занепаду держави Пратіхарів став залучати до свого двору поетів, митців, що раніше служили Пратіхарам в Канауджі. Намагався в цьому слідувати останнім.
В релігійній політиці підтримував шиваїстську секту Маттамаюра, що перетворилася на своєрідний чернечий орден. За сприяння Ювараджи I її представники на чолі з Дурвасою і Садбгавасамбху заснували два важливі монастирі в Упендрапурі і Ранападрапурі. Багато монастирів було побудовано для них магараджею, які було збудовано в новому стилі, зокрема круглі храми Шиви в Гургі (на схід від міста Рева) та Чандреге (місто на річці Сон). Для цих монастирів Ювараджа I дарував декілька сіл та селищ, щоб забезпечити безбідне існування ченців. Магаранні Ногала заснувала шиваїстський храм в Білхарі, якому подарувала 7 сіл.